# (5954) Epikouros
(5954) Epikouros es un asteroide perteneciente al cinturón de asteroides, región del sistema solar que se encuentra entre las órbitas de Marte y Júpiter, descubierto el 19 de agosto de 1987 por Eric Walter Elst desde el Observatorio de La Silla, Chile.

## Designación y nombre
Designado provisionalmente como 1987 QS1. Fue nombrado Epikouros en homenaje al filósofo Epicuro, conocido por su exposición de la teoría atomista de la física, inspirada en las enseñanzas de Demócrito. También fue célebre por su enseñanza ética, a la que le debemos "epicurismo". Viviendo en una época en que los griegos habían perdido su libertad política en Macedonia, Epicuro quería restaurar la libertad mental por medio de su física para garantizar la "quietud de la mente".

## Características orbitales
Epikouros está situado a una distancia media del Sol de 2,449 ua, pudiendo alejarse hasta 2,867 ua y acercarse hasta 2,031 ua. Su excentricidad es 0,170 y la inclinación orbital 6,508 grados. Emplea 1400,01 días en completar una órbita alrededor del Sol.

## Características físicas
La magnitud absoluta de Epikouros es 13,6. Tiene 5,695 km de diámetro y su albedo se estima en 0,238. 